# Zé Felipe
José Felipe Rocha Costa (Goiânia, 21 d'abril de 1998), conegut artísticament com Zé Felipe, és un cantant i compositor brasiler d'estil sertanejo universitario, guanyador de dos premis MTV MIAW l'any 2022.

## Carrera
Zé Felipe prové d'una família de músics, ja que el seu oncle i el seu pare formen el duet sertanejo Leandro & Leonardo. Creixent en una família molt artística, l'any 2009, va aprendre els seus primers acords de guitarra amb el seu pare Leonardo i va actuar en públic en diverses ocasions. El desembre de 2013, Zé Felipe va aparèixer a l'àlbum i DVD en directe del seu pare Leonardo - 30 Anos amb el medley "Deixaria Tudo" / "Te Amo Demais" / "Coração Espinhado".
Va signar el seu primer contracte discogràfic l'any 2014 i s'estrena com a cantant en el programa Domingão do Faustão -un dels de major audiència al Brasil-, presentant el seu CD d'estrena, Vocè e eu. Dos anys després, el 2016, llançaria el segon treball, Proibido é mais gostoso.
A continuació, Zé Felipe va llançar dos àlbums en directe consecutius: Na mesma estrada (2017) i Ao vivo em Goiânia (2019).
El cantant està casat amb Virginia Fonseca, amb qui ha tingut dues filles: Maria Alice (2021) i Maria Flor (2022).

## Discografia

### Àlbums d'estudi
| Àlbum i detalls |
| --- |
| Você e Eu - Publicació: 28 d'octubre de 2014 - Formats: CD, descàrrega digital - Segell discogràfic: Sony, Talismã - Certificació: disc d'or             |
| Proibido é Mais Gostoso - Publicació: 17 de juny de 2016 - Formats: CD, descàrrega digital - Segell discogràfic: Sony, Talismã - Certificació: disc d'or |

### Àlbums en directe
| Àlbum i detalls |
| --- |
| Na Mesma Estrada - Publicació: 15 de setembre de 2017 - Formats: CD, DVD, descàrrega digital - Segell discogràfic: Som Livre - Certificació: disc d'or  |
| Ao Vivo em Goiânia - Publicació: 13 de setembre de 2019 - Formats: CD, descàrrega digital - Segell discogràfic: Som Livre - Certificació: disc de platí |

### Senzills
| Curs | Solter                                        | Posicions de punta | Àlbum                  | Certificació  |
| Curs | Solter                                        | BRA                | Àlbum                  | Certificació  |
| ---- | --------------------------------------------- | ------------------ | ---------------------- | ------------- |
| 2014 | Saudade de Você                               | 3                  | Você e Eu              |               |
| 2015 | Você Mente                                    | 5                  | Você e Eu              | Platí         |
| 2015 | Você e Eu                                     | 6                  | Você e Eu              |               |
| 2016 | Não me toca (feat. Ludmilla)                  | 1                  | Proibido é Més Gostoso |               |
| 2016 | Maquiagem Borrada                             | 5                  | Proibido é Més Gostoso |               |
| 2016 | Curtição                                      | 5                  | Proibido é Més Gostoso |               |
| 2017 | O Errado Sou Eu                               | 6                  | Na Mesma Estrada       |               |
| 2017 | Você Não Vale Nada (feat. MC Menor)           | 8                  | Na Mesma Estrada       | Doble platí   |
| 2018 | Banheira de Espuma                            | –                  | No inclòs en cap àlbum |               |
| 2018 | My baby (feat. Naiara Azevedo & Furacão Love) | 22                 | No inclòs en cap àlbum | Or            |
| 2018 | Amor todo Dia                                 | 18                 | No inclòs en cap àlbum |               |
| 2019 | Tiro Certo (feat. Gusttavo Lima)              | 10                 | Ao Vivo a Goiânia      | Diamant       |
| 2019 | Medalha de Prata (feat. Maiara & Maraisa)     | 6                  | Ao Vivo a Goiânia      | Platí         |
| 2020 | Amiga Nada                                    | –                  | No inclòs en cap àlbum | Or            |
| 2020 | Virgínia                                      | –                  | No inclòs en cap àlbum | Platí         |
| 2020 | Só Tem Eu                                     | 32                 | No inclòs en cap àlbum | Doble diamant |
| 2021 | Esquece de Me Esquecer                        | –                  | No inclòs en cap àlbum | Platí         |
| 2021 | Senta Com Amor                                | –                  | No inclòs en cap àlbum |               |
| 2021 | Tranquilita                                   | –                  | No inclòs en cap àlbum | Or            |
| 2021 | Senta Danada                                  | –                  | No inclòs en cap àlbum | Triple platí  |